# Ozzie Smith
Osborne Earl „Ozzie“ Smith (* 26. Dezember 1954 in Mobile, Alabama) ist ein ehemaliger US-amerikanischer Baseballspieler, der von 1978 bis 1996 in der Major League Baseball (MLB) für die San Diego Padres und die St. Louis Cardinals aktiv war.

## Leben
Smith wurde als zweites von sechs Kindern von Clovis und Marvella Smith in Mobile, Alabama geboren. Er hatte vier weitere Brüder und eine Schwester, mit denen er in Watts, einem Stadtteil von Los Angeles, aufwuchs, nachdem er als Sechsjähriger mit seiner Familie dort hinzog. Seine Mutter arbeitete in einem Pflegeheim, während sein Vater als Fahrer für Safeway arbeitete. Smith spielte in seiner Kindheit unterschiedliche Sportarten, wobei er sich später auf Baseball konzentrierte. Er wurde Fan der Los Angeles Dodgers. Während seiner Schulzeit an der Locke High School spielte er nur noch Basket- und Baseball. Mit dem späteren NBA-Spieler Marques Johnson spielte er in der Basketballmannschaft und mit dem späteren MLB-Spieler Eddie Murray in der Baseballmannschaft. Ab 1974 studierte er mit einem Teilstipendium an der California Polytechnic State University und hatte den Status als Walk-on, also eines Studenten, der sich um die Aufnahme in den Hochschulsport bewirbt. Als sich der Shortstop in der Mitte der Saison 74 sein Bein brach, sprang Smith für ihn ein. Als er 1977 seinen Abschluss machte, hatte er die Rekorde mit den meisten At bats (754) und Stolen Bases (110) aufgestellt.

## Karriere
1976, im vorletzten Jahr, wurde Smith beim MLB Draft 1976 in der siebten Runde von den Detroit Tigers gedraftet. Allerdings konnten man sich nicht auf einen Unterschriftenbonus einigen, während die Tigers lediglich 8.500 US-Dollar boten, wollte Smith 10.000 US-Dollar haben. Also ging Smith wieder an die Uni und wurde im folgenden Jahr, beim MLB Draft 1977, bereits in der vierten Runde, als 86. Spieler, von den San Diego Padres unter Vertrag genommen. Dieses Mal mit einem Unterschriftenbonus von 5.000 US-Dollar.

### Hitting
| Kategorie | G     | AB    | R     | H     | 2B  | 3B | HR | RBI | BB    | SB  | SO  | AVG  | OBP  | SLG  |
| Statistik | 2.573 | 9.396 | 1.257 | 2.460 | 402 | 69 | 28 | 793 | 1.072 | 580 | 589 | .262 | .337 | .328 |

### Fielding
| Kategorie | G     | PO    | A     | E   | CH     | DP    | FP   | RF/9 | Innings    |
| Statistik | 2.511 | 4.249 | 8.375 | 281 | 12.624 | 1.590 | .978 | 5.22 | 21.785 2⁄3 |

## Werke
- Ozzie Smith, Rob Rains: Wizard. Contemporary Books, Chicago 1988, ISBN 0-8092-4594-9.
- Ozzie Smith, Rob Rains: Ozzie Smith — The Road to Cooperstown. Sports Publishing L.L.C., 2002, ISBN 1-58261-576-4.
- Ozzie Smith: Hello, Fredbird! Mascot Books, 2006, ISBN 1-932888-83-7.